# Gonzalo Castillejos
Gonzalo Rúben Castillejos (né le 5 mars 1986 à Leones en Argentine) est un joueur de football argentin qui évolue au poste d'attaquant.

## Biographie
Gonzalo Castillejos évolue en Argentine, en Colombie, et en Grèce.
Il inscrit 25 buts en deuxième division argentine lors de la saison 2011-2012, ce qui fait de lui le meilleur buteur du championnat. A noter que certaines sources indiquent un total de 26 buts.
Il joue plus de 200 matchs dans les championnats argentins de première et deuxième division. Il dispute également six matchs en Copa Libertadores, marquant un but.

## Palmarès
| Rosario Central - Championnat d'Argentine D2 : - Meilleur buteur : 2011-12 (25 buts). |  | Lanús - Championnat d'Argentine (1) : - Champion : 2016. |